# Northrop Corporation
Northrop Corporation là một tập đoàn sản xuất máy bay của Hoa Kỳ được thành lập vào năm 1939 cho đến khi sáp nhập với Grumman tạo thành Northrop Grumman năm 1994. Công ty nổi tiếng với thiết kế cánh bay, được áp dụng trong máy bay ném bom tàng hình B-2 Spirit.

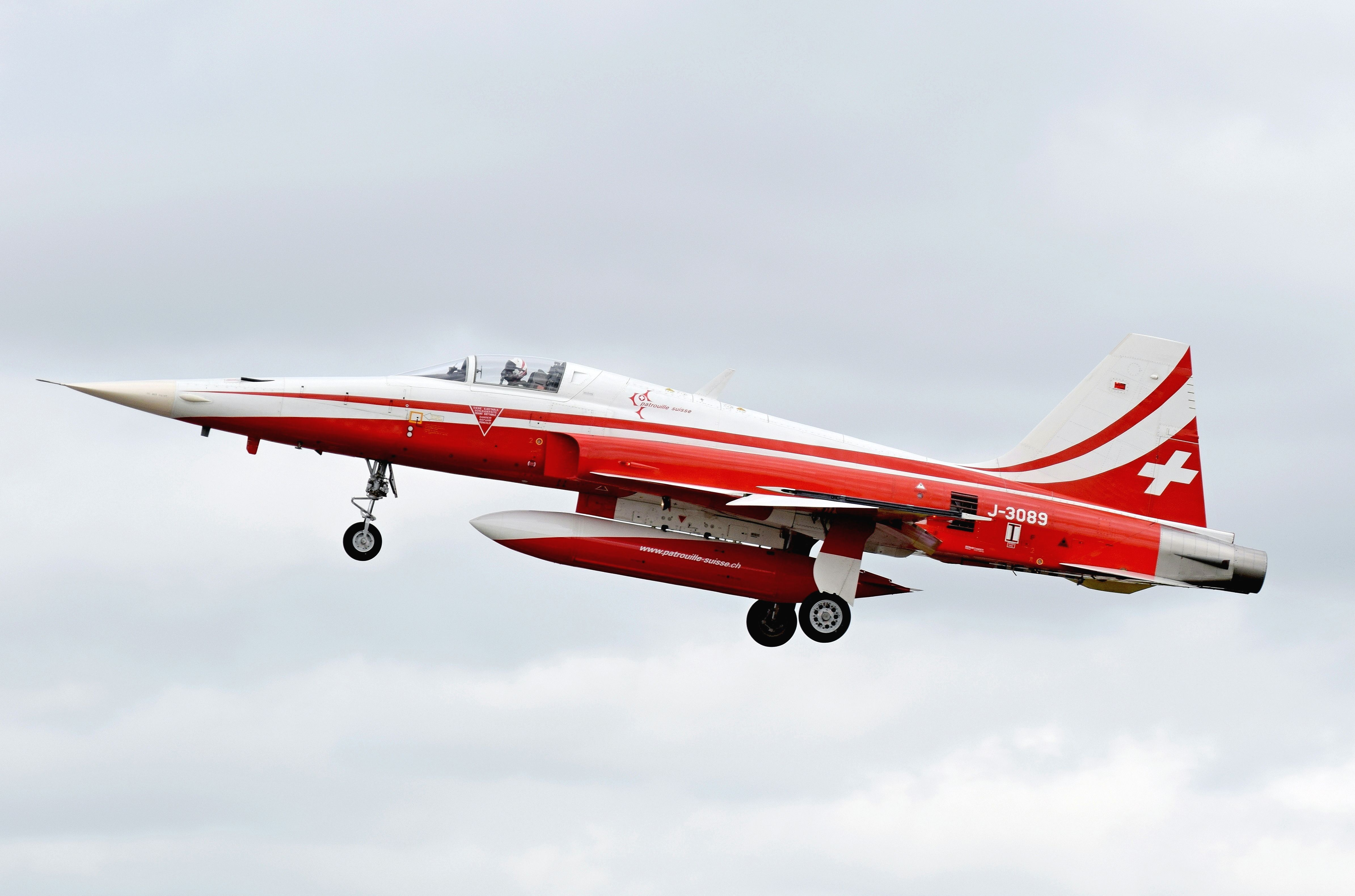
Máy bay tiêm kích F-5E Tiger II trong trang bị Không quân Thụy Sỹ đáp xuống sân bay RIAT, Anh năm 2016

## Lịch sử ra đời
Jack Northrop thành lập ba công ty mang tên mình. Công ty đầu tiên là Avion Corporation thành lập năm 1928, sau đó được United Aircraft and Transport Corporation mua lại và đổi tên thành "Northrop Aircraft Corporation" (sau đó trở thành một phần của Boeing). Công ty chuyển đến hoạt động ở Kansas từ năm 1931, do đó Jack, cùng với Donald Douglas, thành lập "Northrop Corporation" tại El Segundo, California, và đã cho ra đời nhiều mẫu máy bay thành công như máy bay chở khách Northrop Gamma và Northrop Delta. Tuy nhiên, tình hình nhân công khó khăn đã dẫn đến tập đoàn bị phá sản vào năm 1937, và nhà máy sản xuất trở thành Bộ phận El Segundo trực thuộc Douglas Aircraft Company.
Northrop cố gắng theo đuổi việc thành lập công ty của riêng mình, năm 1939 ông đã thành lập "Northrop Corporation" gần Hawthorne, California. Tập đoàn nằm trong 100 công ty của Hoa Kỳ có tổng giá trị gói thầu vũ khí lớn nhất trong chiến tranh thế giới 2. Trong đó, tập đoàn đã phát triển và chế tạo máy bay ném bom ban đêm P-61 Black Widow, máy bay ném bom thử nghiệm cánh bay B-35 và YB-49, máy bay đánh chặn F-89 Scorpion, tên lửa hành trình liên lục địa SM-62 Snark, và máy bay phản lực chiến đấu F-5 Freedom Fighter (và cả phiên bản huấn luyện là chiếc T-38 Talon rất thành công).

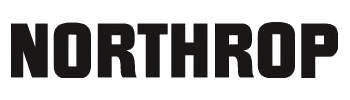
Biểu tượng của Northrop Corporation từ năm 1960

Máy bay tiêm kích F-5 là một mẫu máy bay rất thành công đến mức Northrop đã dành phần lớn những năm 1970s và 1980s để nỗ lực phát triển thêm với một mẫu thiết kế hạng nhẹ tương tự. Đầu tiên là chiếc N-300, với việc trang bị động cơ mới khỏe hơn nhiều và đưa cánh lên vị trí cao hơn giúp tăng dự trữ vũ khí và do đó tăng cường hỏa lực cho máy bay. Chiến đấu cơ N-300 là sự phát triển xa hơn của chiếc P-530 với việc trang bị động cơ lớn hơn, bổ sung thêm một lượng nhỏ "đường vòng" (turbofan) để cải thiện khả năng làm lạnh khí và cho phép khoang động cơ nhẹ hơn, cũng như bổ sung thêm bề mặt cánh. Mẫu P-530 đồng thời cũng được trang bị radar và các hệ thống khác tối quan trọng cho một mẫu tiêm kích hiện đại. Khi chương trình máy bay tiêm kích hạng nhẹ được đưa ra, chiếc P-530 đã bị loại bỏ phần lớn trang bị và trở thành mẫu máy bay P-600, cuối cùng dẫn đến sự ra đời của YF-17 Cobra, mà đã bị thất bại trong cuộc cạnh tranh với General Dynamics F-16 Fighting Falcon.
Tuy nhiên, McDonnell Douglas đã giúp sửa đổi YF-17 Cobra và phát triển nó thành McDonnell Douglas F/A-18 Hornet để trở thành máy bay tiêm kích hạng nhẹ cho Hải quân Mỹ. Northrop dự định sẽ bán phiên bản thông thường F-18L, nhưng phiên bản F-18A vẫn có lượng bán hàng lớn hơn, đã dẫn đến cuộc kiện cáo dài giữa hai công ty. Northrop tiếp tục chế tạo nhiều khung thân của F-18 và các hệ thống khác sau thời gian này, nhưng đồng thời cũng quay trở về với thiết kế nguyên bản của chiếc F-5 cùng với động cơ mới, từ đó phát triển thành chiếc F-20 Tigershark như là một loại máy bay giá rẻ. Mẫu máy bay này thu hút ít sự chú ý trên thị trường, và dự án sau đó đã bị hủy bỏ.
Dựa trên kinh nghiệm với thiết kế cánh bay, công ty đã phát triển mẫu máy bay ném bom tàng hình B-2 Spirit những năm 1990s.
Năm 1994, do mất hợp đồng chế tạo Advanced Tactical Fighter vào tay Lockheed Corporation và bị loại khỏi chương trình Joint Strike Fighter competition, công ty đã tiến hành mua lại công ty Grumman và thành lập Northrop Grumman.

## Các mẫu máy bay của công ty
| Model name                  | First flight | Number built | Type                                                                      |
| --------------------------- | ------------ | ------------ | ------------------------------------------------------------------------- |
| Northrop Alpha              | 1930         | 17           | Single-engine transport                                                   |
| Northrop C-19 Alpha         | 1930         | 3            | Single-engine transport                                                   |
| Northrop Beta               | 1931         | 2            | Single-engine sport airplane                                              |
| Northrop Gamma              | 1932         | 60           | Single-engine transport                                                   |
| Northrop Delta              | 1933         | 13           | Single-engine transport, 19 additional aircraft built by Canadian Vickers |
| Northrop XFT                | 1933         | 1            | Prototype naval fighter                                                   |
| Northrop YA-13              | 1933         | 1            | Prototype attack aircraft                                                 |
| Northrop A-17/Nomad         | 1935         | 411          | Attack/light bomber                                                       |
| Northrop BT                 | 1935         | 55           | Dive bomber                                                               |
| Northrop N-1M               | 1940         | 1            | Experimental flying wing                                                  |
| Northrop N-3PB              | 1940         | 24           | Floatplane patrol bomber                                                  |
| Northrop P-61 Black Widow   | 1942         | 706          | Night fighter                                                             |
| Northrop N-9M               | 1942         | 4            | Experimental scale flying wing proof of concept for B-35                  |
| Northrop XP-56 Black Bullet | 1943         | 2            | Prototype tailless fighter                                                |
| Northrop F-15 Reporter      | 1945         | 36           | Reconnaissance aircraft based on P-61                                     |
| Northrop XP-79              | 1945         | 1            | Prototype jet flying wing fighter                                         |
| Northrop YB-35              | 1946         | 2            | Prototype strategic bomber                                                |
| Northrop Pioneer            | 1946         | 1            | Trimotor transport                                                        |
| Northrop YB-49              | 1947         | 6            | Prototype eight-jet-engine strategic bomber                               |
| Northrop F-89 Scorpion      | 1948         | 1,052        | Interceptor                                                               |
| Northrop X-4 Bantam         | 1948         | 2            | Experimental trans-sonic tailless aircraft                                |
| Northrop YC-125 Raider      | 1949         | 23           | Trimotor transport                                                        |
| Northrop F-5                | 1959         | 2,246        | Lightweight fighter                                                       |
| Northrop T-38 Talon         | 1959         | 1,146        | Advanced trainer                                                          |
| Northrop X-21               | 1963         | 2            | Experimental boundary layer control aircraft                              |
| Northrop M2-F2              | 1966         | 1            | Experimental rocket powered lifting body                                  |
| Northrop HL-10              | 1966         | 1            | Experimental rocket lifting body                                          |
| Northrop M2-F3              | 1970         | 1            | Experimental rocket lifting body                                          |
| Northrop YA-9               | 1972         | 2            | Prototype attack aircraft                                                 |
| Northrop YF-17              | 1974         | 2            | Prototype fighter, led to F/A-18                                          |
| Northrop Tacit Blue         | 1982         | 1            | Experimental stealth aircraft                                             |
| Northrop F-20 Tigershark    | 1982         | 3            | Prototype lightweight fighter derived from F-5                            |
| Northrop B-2 Spirit         | 1989         | 21           | Strategic stealth bomber                                                  |
| Northrop YF-23              | 1990         | 2            | Prototype stealth fighter                                                 |

### Các chương trình phát triển
- Northrop N-1 (USAAC flying wing bomber)
- Northrop N-4 (USAAF pursuit)
- Northrop N-5 (USAAF pursuit)
- Northrop N-6 (Navy fighter design)
- Northrop N-15 (2-engine cargo plane)
- Northrop N-31 (flying wing bomber project)
- Northrop N-34 (nuclear-powered flying wing bomber design)
- Northrop N-55 (patrol aircraft)
- Northrop N-59 (carrier-based bomber)
- Northrop N-60 (ASW aircraft; lost to Grumman S-2 Tracker)[8]
- Northrop N-63 (rival tailsitting VTOL design to Lockheed XFV-1 and Convair XFY-1)[9]
- Northrop N-65 (interceptor for WS-201 program)
- Northrop N-74 (tactical transport)
- Northrop N-94 (Navy fighter competitor design to Vought F8U Crusader)
- Northrop N-102 Fang
- Northrop N-103 (all-weather interceptor)
- Northrop N-132 (strategic fighter)
- Northrop N-144 (long-range interceptor)
- Northrop N-155 (target-towing aircraft)
- Northrop N-285 (USN advanced jet trainer; lost to T-45 Goshawk)
- Northrop N-321/P610 (Light-Weight Fighter)

## Unmanned aerial vehicles
- Northrop AQM-35
- Northrop AQM-38
- Northrop BQM-74 Chukar

## Missiles
- GAM-67 Crossbow
- Northrop JB-1 Bat
- SM-62 Snark